# Cellular
Cellular je americký akční thriller z roku 2004, který režíroval David R. Ellis. Ve filmu hrají Kim Basinger, Chris Evans, Jason Statham, William H. Macy s Noahem Emmerichem, Richarde Burgiem, Valerii Cruz a Jessicou Biel. Scénář napsal Chris Morgan podle povídky Larryho Cohena.
Ve filmu je učitelka přírodních věd unesena útočníky, ale podaří se jí náhodně zavolat cizímu člověku a přivolat pomoc. Ten o únosu informuje policii, než zjistí, že únosci jsou zkorumpovaní policisté pracující pro losangeleské policejní oddělení. Film pak sleduje boj o přežití mezi několika zoufalými postavami.
Film byl uveden do kin 10. září 2004. Od kritiků získal smíšené hodnocení a vydělal 57 milionů dolarů.

## Děj
Učitelka přírodních věd Jessica Martin žije se svým manželem Craigem a synem Rickym. Jednoho rána po odchodu se synem na autobus ji v domě přepadnou ozbrojenci, zabijí hospodyni, Jessicu zavřou na půdě a zničí telefon. Jessica ale pomocí drátů z poškozeného telefonu náhodně naváže hovor s cizím mladíkem – Ryanem.
Ryan je na molu v Santa Monice se svým kamarádem, když mu zavolá Jessica a tvrdí, že byla unesena. Zpočátku ji považuje za vtipálka, ale nakonec se rozhodne jít na policii. Tam narazí na detektiva Mooneyho, ale kvůli špatnému signálu se nakonec vzdá. Když Jessica zaslechne, že únosci jdou po jejím synovi, Ryan ho zkusí zachránit, ale neuspěje. S téměř vybitým telefonem si násilím zajistí nabíječku a pokračuje v záchraně.
Jessica odolává výslechům, ale nakonec kvůli Rickymu prozradí, kde je Craig. Ryan se mezitím dozví, že únosci jsou ve skutečnosti zkorumpovaní policisté v čele s detektivem Ethanem. Jessica mezitím v sebeobraně zabije jednoho z únosců, Mad Doga. Mooney zjistí, že žena, kterou dříve potkal v domě Martinových, nebyla Jessica a začne pátrat.
Craig je policií zatčen na letišti. Ryan se zmocní kufru s videokamerou, která obsahuje důkazy o vraždě dvou dealerů spáchané Ethanem a jeho gangem. Po přestřelce s dalšími detektivy je Ryan unesen Ethanem. Výměnou za Jessicu a její rodinu nabídne kameru. Na molu se ale prozradí, je zadržen a Ethan zničí kazetu.
Mooney mezitím znovu zasahuje, Ryan uprchne a podaří se mu přivolat pomoc. Jessica se mezitím osvobodí a zabije dalšího z únosců. Při finálním střetu Ethan ohrožuje Mooneyho, ale Ryan ho díky zazvonění telefonu odhalí a Mooney ho zastřelí. Rodina je zachráněna.
Ryan, který měl kopii záznamu v mobilu, odhalí i posledního zkorumpovaného detektiva. Jessica mu za vše děkuje a nabídne pomoc – Ryan s humorem požádá, aby mu už nikdy nevolala.

## Obsazení
- Chris Evans jako Ryan
- Kim Basinger jako Jessica Kate Martin
- Jason Statham jako detektiv Ethan Greer
- William H. Macy jako seržant Robert „Bob“ Mooney
- Noah Emmerich jako detektiv Jack Tanner
- Richard Burgi jako Craig Martin
- Valerie Cruzová jako detektiv Dana Baybacková
- Jessica Biel jako Chloe
- Eric Christian Olsen jako Chad
- Adam Taylor Gordon jako Ricky Martin
- Caroline Aaron jako Marilyn Mooneyová
- Matt McColm jako detektiv Deason
- Eric Etebari jako detektiv Dimitri
- Brendan Kelly jako detektiv Mad Dog